# Okręg Lac
Lac (fr. District du Lac, niem. Seebezirk) – okręg w Szwajcarii, w kantonie Fryburg. Siedziba okręgu znajduje się w miejscowości Murten (Morat).
Okręg składa się z 15 gmin (Gemeinde) o powierzchni 146,84 km² i o liczbie mieszkańców 38 606.

## Gminy
1. Courtepin
2. Cressier
3. Fräschels
4. Greng
5. Gurmels (Cormondes)
6. Gurwolf (Courgevaux)
7. Kerzers (Chiètres)
8. Kleinbösingen
9. Merlach (Meyriez)
10. Misery-Courtion
11. Mont-Vully
12. Muntelier (Montilier)
13. Murten (Morat)
14. Ried bei Kerzers
15. Ulmiz

## Zmiany administracyjne
- 1 stycznia 2003
  - przyłączenie gminy Courtaman do gminy Courtepin
  - przyłączenie gmin Guschelmuth, Liebistorf i Wallenbuch do gminy Gurmels
- 1 stycznia 2005
  - przyłączenie gminy Cordast do gminy Gurmels
- 1 stycznia 2006
  - przyłączenie gminy Agriswil do gminy Ried bei Kerzers
- 1 stycznia 2013
  - przyłączenie gminy Büchslen do miasta Murten
- 1 stycznia 2016
  - przyłączenie gmin Courlevon, Jeuss, Lurtigen i Salvenach do miasta Murten
  - utworzenie gminy Mont-Vully z gmin Bas-Vully i Haut-Vully
- 1 stycznia 2017
  - przyłączenie gmin Barberêche, Villarepos i Wallenried do gminy Courtepin
- 1 stycznia 2022
  - przyłączenie gminy Clavaleyres z kantonu Berno do miasta Murten